# القمة الخليجية 1981 (أبو ظبي)
القمة الخليجية الأولى  أو القمة الأولى لمجلس التعاون لدول الخليج العربية، هي أوّل قمة تجمع قادة دول مجلس التعاون لدول الخليج العربية، عقدت في 25 مايو 1981 في أبو ظبي عاصمة دولة الإمارات العربية المتحدة. واتفق خلالها قادة دول الخليج العربي رسمیًا على إنشاء مجلس التعاون لدول الخلیج العربية، ووقعوا على النظام الأساسي للمجلس الذي يهدف إلى تطوير التعاون بين الدول الخليجية الست، واتفقوا على أن تكون الرياض عاصمة المملكة العربية السعودية مقرًا دائمًا للمجلس.

وأكد القادة في البيان الختامي للقمة على:
إن أمن المنطقة واستقرارها إنما هو مسؤولية شعوبها ودولها، وأن هذا المجلس إنما يعبر عن إرادة هذه الدول وحقها في الدفاع عن أمنها وصيانة استقلالها.

## القادة المؤسسون
طالع الصورة التذكارية، من اليمين:
- السعودية الملك خالد بن عبد العزيز آل سعود
- البحرين الشيخ عيسى بن سلمان آل خليفة
- عُمان السلطان قابوس بن سعيد
- الإمارات العربية المتحدة الشيخ زايد بن سلطان آل نهيان
- قطر الشيخ خليفة بن حمد آل ثاني
- الكويت الشيخ جابر الأحمد الصباح